# Apc (Ungheria)
Apc è un comune dell'Ungheria di 2 805 abitanti (dati 2001). È situato nella contea di Heves.